# Nacuka Josihiro
Nacuka Josihiro (Funabasi, 1969. október 7. –) japán válogatott labdarúgó.
A japán válogatott tagjaként részt vett az 1995-ös konföderációs kupán.

## Statisztika
| Japán válogatott | Japán válogatott | Japán válogatott |
| Időszak          | Mérk.            | gól              |
| ---------------- | ---------------- | ---------------- |
| 1994             | 9                | 1                |
| 1995             | 2                | 0                |
| Összesen         | 11               | 1                |